# Erinnerungskreuz für 1866

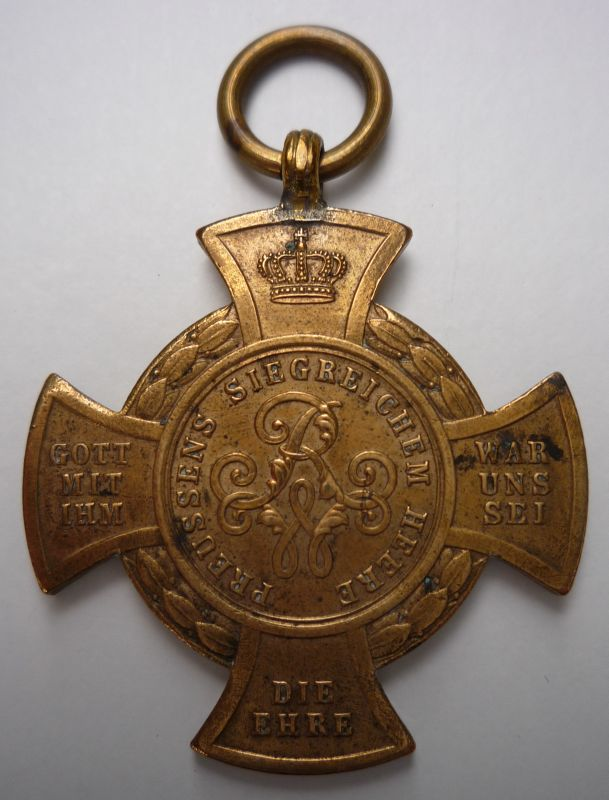
Erinnerungskreuz 1866 (Vorderseite)

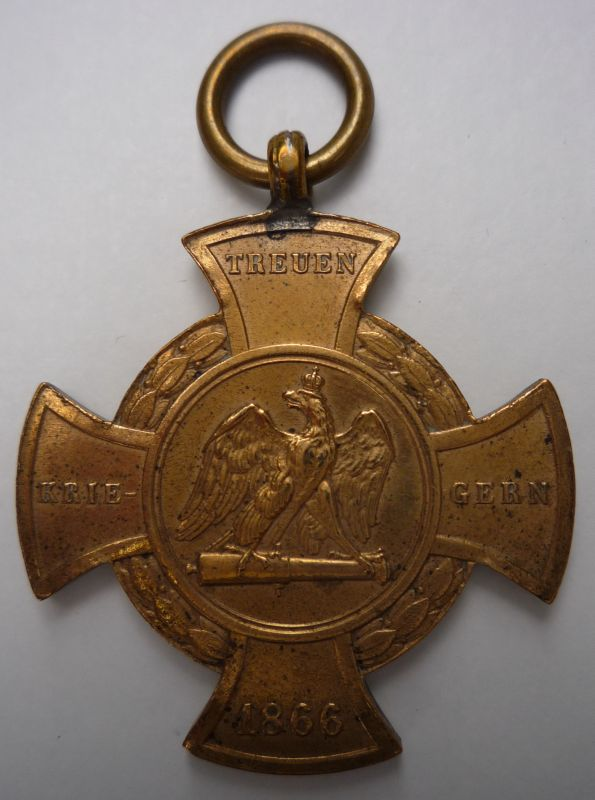
Erinnerungskreuz 1866 (Rückseite)

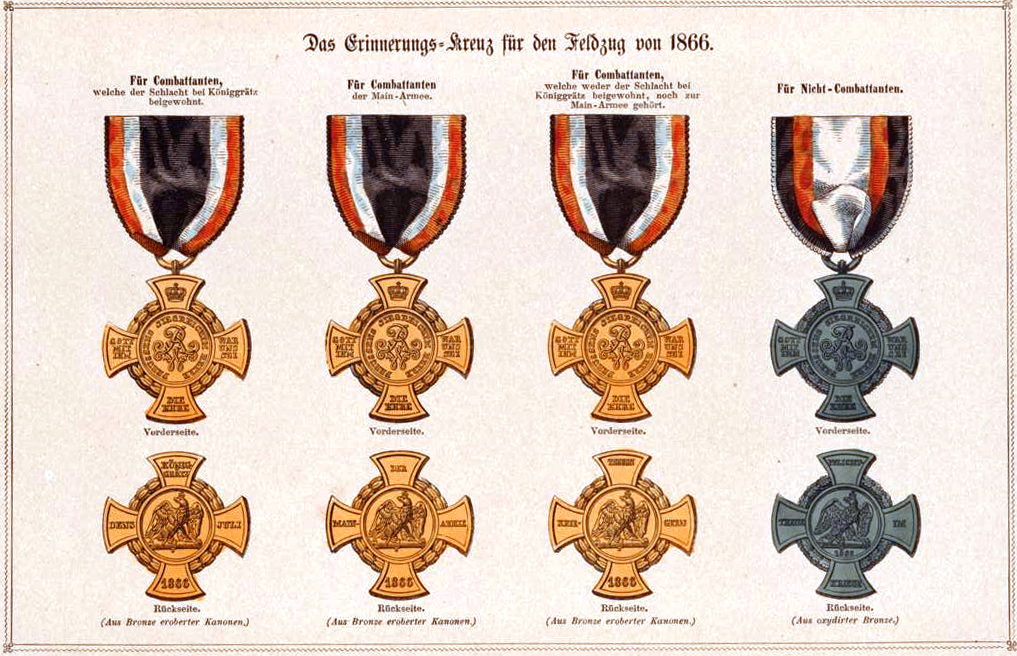
Alle Erinnerungskreuze 1866 nach Louis Schneider

Das Erinnerungs-Kreuz für den Feldzug von 1866 wurde am 20. September 1866 durch König Wilhelm I. von Preußen gestiftet. Es wurde an alle preußischen Soldaten und Beamte verliehen, die 1866 während des Deutschen Krieges an einem Gefecht teilgenommen oder während des Feldzuges die Grenze zu einem gegnerischen Staat überschritten hatten. Es wurde in zwei Ausführungen verliehen: für Kombattanten in drei Fassungen und für Nichtkombattanten. Die Verleihungszahl für alle Kämpferkreuze liegt bei ca. 144.000 Stück, während die Verleihungszahl für die Kreuze der Nichtkämpfer bei ca. 1.200 Stück liegt.

## Beschreibung
Das Erinnerungskreuz für Kombattanten ist aus der Bronze eroberter Kanonen hergestellt. Zwischen den Kreuzarmen befindet sich nach beiden Seiten ein Lorbeerkranz. Die Ausführung für Nichtkombattanten ist aus oxidierter Bronze gefertigt, und der Kranz stellte Eichenblätter dar.
Der Mittelschild trägt auf der Vorderseite den Namenszug Wilhelm I. Rex und die Umschrift Preußens siegreichem Heere. Auf dem oberen Kreuzarm ist die Königskrone zu sehen. Auf den übrigen Armen steht die Inschrift Gott war mit uns, Ihm sei die Ehre. Auf der Rückseite befindet sich im Mittelschild der Königliche Adler auf einem Geschützrohr. Je nach Kriegsschauplatz befindet sich auf den Kreuzarmen die Inschrift:
- Königgrätz, den 3. Juli 1866 für Kombattanten, die der Schlacht bei Königgrätz beigewohnt
- Der Mainarmee 1866 für Kombattanten der Main-Armee
- Treuen Kriegern 1866 für Kombattanten, welche weder der Schlacht bei Königgrätz beigewohnt noch zur Main-Armee gehört haben
- Pflichttreue im Kriege für Nicht-Kombattanten.

Nach dem Tod eines Inhabers sollte das Erinnerungskreuz in dessen Kirchspiel aufbewahrt werden.